# Глухов Олексій Володимирович
Олексій Володимирович Глухов (рос. Алексей Владимирович Глухов; 5 квітня 1984, м. Воскресенськ, СРСР) — російський хокеїст, лівий нападник. Виступає за «Салават Юлаєв» (Уфа) у Континентальній хокейній лізі.

## Ігрова кар'єра
Вихованець хокейної школи «Хімік» (Воскресенськ). Виступав за «Хімік» (Воскресенськ), «Кристал» (Електросталь), «Спрингфілд Фалконс» (АХЛ), «Вікторія Селмон Кінгс» (ECHL), «Хімік» (Митищі), «Сєвєрсталь» (Череповець), «Атлант» (Митищі), «Авангард» (Омськ), «Сибір» (Новосибірськ).
У складі національної збірної Росії учасник EHT 2011.

## Досягнення
- Фіналіст Кубка Гагаріна (2011).